# Förbundsdagsvalet i Västtyskland 1987
Förbundsdagsvalet i Västtyskland 1987 ägde rum den 25 januari 1987. Detta var det sista allmänna valet i Västtyskland före återföreningen 1990.

## Kampanj
SPD nominerade Johannes Rau, deras vice partiledare och ministerpresidenten i Nordrhein-Westfalen, som sin kandidat till rikskansler. Emellertid led SPD av inre splittringar och konkurrens med De gröna. Det var också oklart hur de skulle bilda en regering, eftersom De gröna var delade över huruvida de skulle medverka i en eventuell regering.

## Resultat

Mandaten i Förbundsdagen.

## Följder
Koalitionen mellan CDU/CSU och FDP återgick till regeringen, med Helmut Kohl som rikskansler. De gröna kom in i parlamentet för andra gången och fortsatte att vara etablerade på federal nivå.

### Kooptering av östtyska Volkskammer efter återföreningen
För att fastställa fördelningen av de östtyska ledamöterna som skulle verka i Förbundsdagen i tiden mellan återföreningen och de första valen efter återföreningen i december 1990, omräknades resultatet av östtyska allmänna valet 1990. Med de nya tyska delstaterna som valkretsar. Detta var möjligt eftersom det ursprungliga valresultatet tillkännagavs på kreis-nivå, och delstaterna återupprättades genom att helt enkelt slå samman kreis för kreis. Resultaten i varje kreis som bildade en delstat summerades för att bestämma det delstatliga resultatet. Omräkningen fastställde antalet ledamöter av Volkskammer från varje parti som skulle adjungeras till Förbundsdagen som valdes 1987. De 22 icke röstberättigade representanterna för Västberlin blev ledamöter med fullt röstberättigande redan den 8 juni 1990, före enandet. Antalet mandat i Förbundsdagen höjdes därmed från 519 efter valet 1987, till 641.

#### Resultat av kooptering
| Delstat                       | Delstat                       | Totala mandat | Vunna mandat | Vunna mandat | Vunna mandat | Vunna mandat | Vunna mandat | Vunna mandat | Vunna mandat |
| Delstat                       | Delstat                       | Totala mandat | CDU          | SPD          | PDS          | FDP          | DSU          | B90/G        | VL           |
| ----------------------------- | ----------------------------- | ------------- | ------------ | ------------ | ------------ | ------------ | ------------ | ------------ | ------------ |
| Delstat                       | Delstat                       | Totala mandat |              |              |              |              |              |              |              |
| Brandenburg                   | Brandenburg                   | 22            | 8            | 7            | 4            | 1            | 1            | 1            |              |
| Berlin                        | Totalt                        | 33            | 13           | 11           | 2            | 3            |              | 1            | 1            |
| Berlin                        | Öst                           | 11            | 2            | 4            | 2            | 1            |              | 1            | 1            |
| Berlin                        | Väst                          | 22            | 11           | 7            |              | 2            |              | 2            |              |
| Mecklenburg-Vorpommern        | Mecklenburg-Vorpommern        | 17            | 7            | 4            | 4            | 1            |              | 1            |              |
| Sachsen                       | Sachsen                       | 43            | 20           | 7            | 6            | 3            | 5            | 2            |              |
| Sachsen-Anhalt                | Sachsen-Anhalt                | 27            | 12           | 7            | 4            | 2            | 1            | 1            |              |
| Thüringen                     | Thüringen                     | 24            | 14           | 4            | 3            | 1            | 1            | 1            |              |
| Totalt (endast Östtyskland)   | Totalt (endast Östtyskland)   | 144           | 63           | 33           | 23           | 9            | 8            | 7            | 1            |
| Totalt (inklusive Västberlin) | Totalt (inklusive Västberlin) | 166           | 74           | 40           | 23           | 11           | 8            | 9            | 1            |